# كأس الكؤوس الإفريقية 1991
كأس الكؤوس الأفريقية 1991 هو الموسم 17 من كأس الكؤوس الأفريقية. أشرف على تنظيمه الاتحاد الأفريقي لكرة القدم، وكان عدد الأندية المشاركة فيه 36، وفاز فيه باور ديناموز.